# Jakob van Hoddis

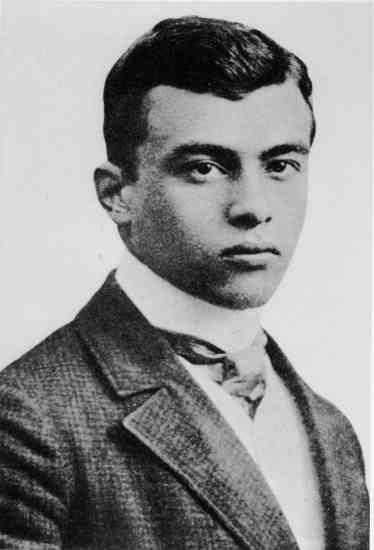
Jakob van Hoddis

Jakob van Hoddis (Berlijn, 16 mei 1887 - Sobibór, 1942) was een Duitse expressionistische dichter. Zijn echte naam was Hans Davidsohn.

## Biografie
Na zijn middelbare school studeerde Jakob van Hoddis architectuur in München, Grieks en filosofie in Jena en Berlijn. Tijdens zijn studie maakte hij kennis met Kurt Hiller, met wie hij (samen met onder meer Erwin Loewenson) in 1909 de Neue Club oprichtte in Berlijn.  Wat later werd het Neopathetisches Cabaret, waaraan ook Georg Heym had bijgedragen, in Berlijn opgericht. Er werden dan verscheidene keren literaire avonden georganiseerd, waarbij Hoddis vaak uit eigen werk voorlas. Reeds eind 1912 vertoonde hij de eerste tekenen van geestesziekte schizofrenie. Sinds 1914 leefde hij in klinieken en gestichten. In 1942 werd hij door de nationaalsocialisten eerst naar een joods gesticht in de buurt van Koblenz gedeporteerd en wat later in het vernietigingskamp Sobibór vermoord.

## Weltende
Hij werd vooral bekend dankzij zijn gedicht 'Weltende', dat in 1911 in het Berlijnse weekblad Der Demokrat verscheen.
Weltende
Dem Bürger fliegt vom spitzen Kopf der Hut,
In allen Lüften hallt es wie Geschrei,
Dachdecker stürzen ab und gehn entzwei
Und an den Küsten - liest man - steigt die Flut.
Der Sturm ist da, die wilden Meere hupfen
An Land, um dicke Dämme zu zerdrücken.
Die meisten Menschen haben einen Schnupfen.
Die Eisenbahnen fallen von den Brücken.
- Bibsys: 71565
- Bibliothèque nationale de France: cb12148638q (data)
- Digitale Bibliotheek voor de Nederlandse Letteren: hodd001
- Gemeinsame Normdatei: 11876442X
- International Standard Name Identifier: 0000 0003 6851 5687
- Library of Congress Control Number: n85298158
- MusicBrainz: 2c6e7295-2aa3-41c6-8dc9-8078ebdd6af6
- Nationale Bibliotheek van Tsjechië: xx0060896
- Nationale Bibliotheek van Israël: 987007262624205171
- Nationale Bibliotheek van Polen: a0000003827006
- Nederlandse Thesaurus van Auteursnamen: 070554889
- Système universitaire de documentation: 029974224
- Virtual International Authority File: 39414707
- WorldCat: E39PBJrmdKCF3KT7G4RDvCXDbd